# Шелудько Володимир Олександрович
Володи́мир Олекса́ндрович Шелу́дько (9 серпня 1986 — 26 серпня 2016) — боєць Української Добровольчої Армії; учасник російсько-української війни.

## Короткий життєпис
Народився 1986 року в місті Новий Розділ (Львівська область). Закінчив Національний університет «Львівська політехніка», фахівець з управління газотурбінними станціями; працював за спеціальністю.
У часі війни — доброволець 8-го окремого батальйону «Аратта» Української добровольчої армії.
26 серпня 2016 року загинув від кулі снайпера в передвечірню пору на передовій — на крайньому блокпості села Широкине (Волноваський район Донецької області).
28 серпня 2016-го побратими прощались з Володимиром на базі батальйону «Аратта» в Маріуполі.
Похований у Новому Роздолі на Малихівському цвинтарі після поминального Богослужіння; його відправляв єпископ Стрийської єпархії УГКЦ владика Богдан Манишин, а взяло участь (окрім отців міських церков) понад 20 священників. Тисячі городян, коли центральним проспектом Шевченка з храму йшла процесія на цвинтар, вклякали на коліна, прощаючись із Героєм.
Без Володимира лишилися батько Олександр і мама Ольга Ярославівна — заступник головного лікаря міської лікарні, дружина й маленька донечка.

## Нагороди
- У 2021 році нагороджений орденом «За мужність» III ступеня (посмертно)[2]
- медаль від служби капеланів Стрийської єпархії УГКЦ (посмертно)